# Musei di Verona

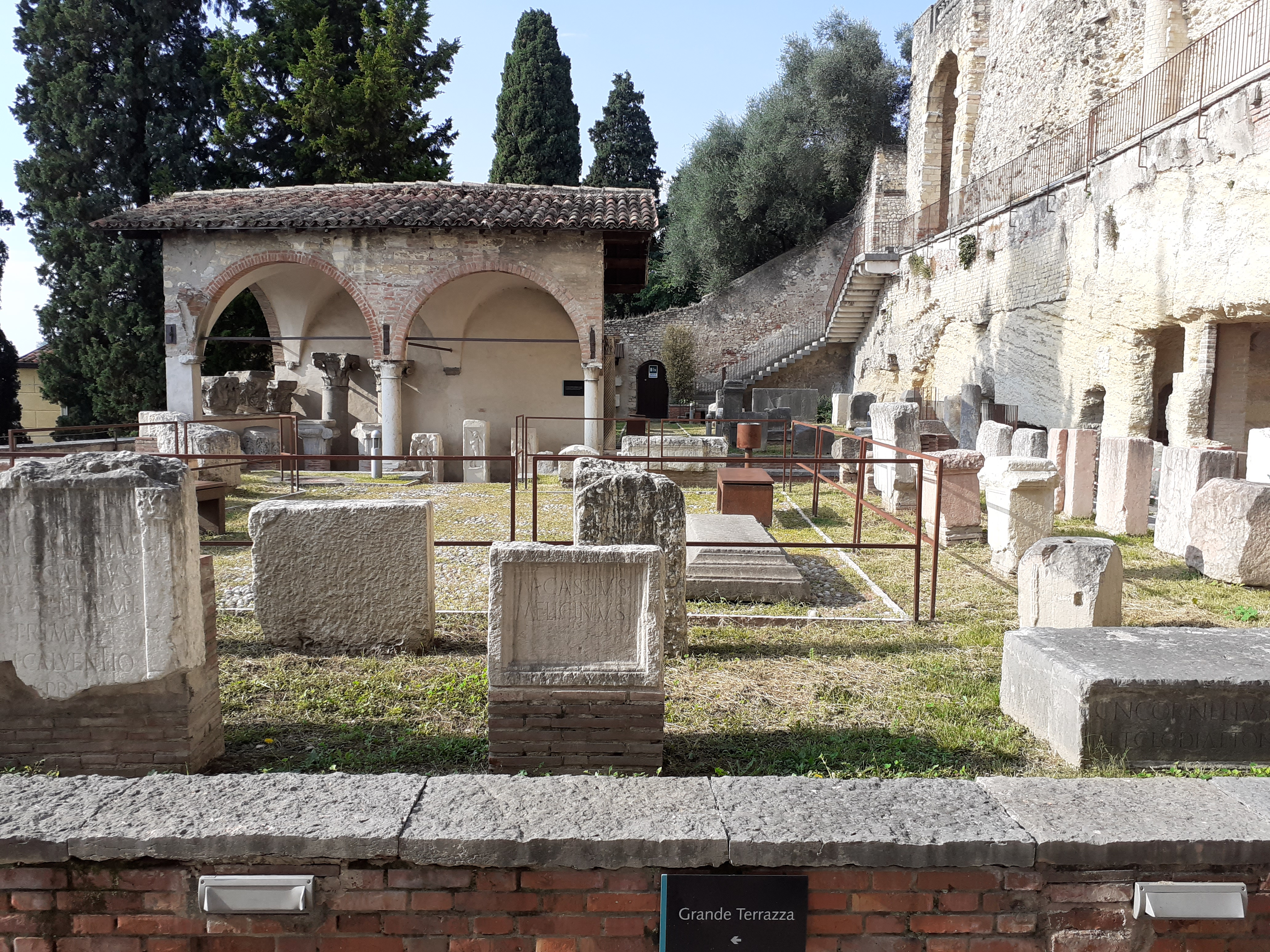
La Grande Terrazza del Museo archeologico al Teatro Romano

Nella città di Verona sono presenti strutture museali di vario tipo, a pagamento e gratuite, di cui molte sono legate alla storia della città. 
Di seguito sono elencate quelle all'interno del Comune di Verona. 

## Lista dei musei di Verona

### Archeologici
- Anfiteatro Arena di Verona - Si tratta dell'anfiteatro romano che è giunto fino a noi meglio conservato. La sua costruzione viene collocata nell'età giulio-claudia, quindi intorno alla metà del I secolo. Durante i mesi estivi l'anfiteatro ospita il festival lirico e vari concerti. La visita alla struttura comprende la parte centrale e la cavea con le gradinate.
- Museo archeologico al teatro romano (anche MATR) - Istituito nel 1923,[1] il museo è situato dentro ad un convento costruito dai Gesuati nel XV secolo.[2] Uno degli elementi più rilevanti del museo è sicuramente il teatro romano, costruito nel I secolo, di cui gran parte delle gradinate della cavea sono state ricollocate o ricostruite agli inizi del Novecento.[3] Lungo il percorso sono esposte: statue marmoree e bronzee di età romana, rinvenute sul territorio veronese; sculture provenienti da collezioni dal Rinascimento all'Ottocento, originarie di Italia, Grecia e Turchia; reperti funerari romani quali lapidi e oggetti ritrovati nelle necropoli; mosaici romani collocati nella chiesa di San Gerolamo; oggetti di uso quotidiano quali vasi, bottiglie, bicchieri e arredi; un plastico e delle iscrizioni originali riguardanti l'Arco dei Gavi; elementi architettonici dell'Arena di Verona e del teatro romano; reperti del santuario dedicato alle divinità egizie Iside e Serapide.[4]
- Museo archeologico nazionale di Verona - Allestito dentro l'ex caserma asburgica San Tomaso, e articolato in sale dedicate alla Preistoria e alla Protostoria sul territorio della provincia di Verona, che ospitano reperti risalenti a Paleolitico, Neolitico, età del Rame, età del Bronzo ed età del Ferro. Vi sono esposti anche materiali provenienti dai siti palafitticoli UNESCO della zona.[5]
- Museo lapidario Maffeiano - Istituito nel 1745[6] dal nobile veronese Scipione Maffei, ospita una collezione di lapidi e steli funerarie dell'Antica Grecia e dall'Asia Minore, della Civiltà Etrusca e di quella romana. Sono presenti inoltre cinque reperti relativi agli antichi Veneti. Due dipinti e un busto ricordano la figura di Maffei.[7]
- Area archeologica di Corte Sgarzerie - Piccolo complesso monumentale risalente alla metà del I secolo a.C., costituito dai resti del criptoportico dell'antico Capitolium dedicato alle tre divinità Giove, Minerva e Giunone. Nell'area, sotterranea, sono presenti anche i resti di un edificio, forse una cantina, di una ghiacciaia e di una casa-torre.[8]
- Area archeologica di via San Cosimo - Scoperto nel 1971 e collocato sotto l'istituto Suore Figlie di Gesù, questo sito comprende i resti di una cinta muraria di età tardo-repubblicana e di una domus del I secolo.[9]

### Artistici

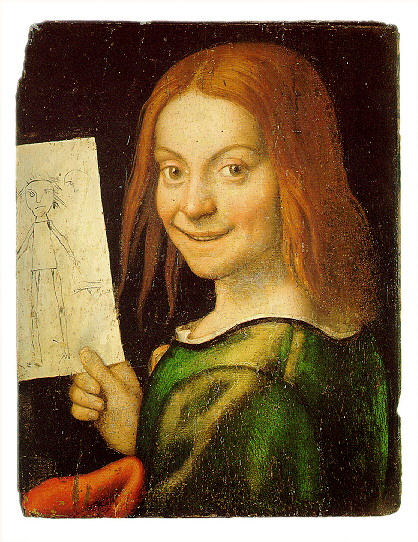
Il ritratto di fanciullo di Giovanni Caroto esposto al Museo di Castelvecchio

#### Arti figurative
- Galleria d'arte moderna Achille Forti (GAM) - Situata all'interno del Palazzo della Ragione, la Galleria nasce nel 1938[10] in seguito ad un lascito di Achille Forti, che lascia la propria raccolta di opere d'arte per la costituzione del museo. Negli anni la collezione è stata ampliata grazie a donazioni e acquisti dell'amministrazione comunale. Oggi conta all'incirca milleseicento pezzi, realizzati tra l'Ottocento e i giorni nostri.[11] Tra gli artisti più importanti della Galleria troviamo Balla, Bellandi, Bianchi, Boccioni, Cabianca, Carcano, Casorati, Dall'Oca Bianca, de Chirico, de Pisis, Fattori, Fraccaroli, Hayez, Lega, Marini, Morandi, Medardo Rosso, Severini e Wildt.[12][10]
- Museo canonicale - Il museo è allestito presso il Palazzo del Canonicato, adiacente al complesso architettonico del Duomo. Oltre ai reperti archeologici rinvenuti durante scavi in zona, sono presenti delle sale con affreschi romani e grottesche. La collezione di dipinti e sculture che vanno dal XII al XVIII secolo, con opere di artisti come Caroto, Liberale da Verona e Orbetto.[13]
- Museo degli Affreschi G. B. Cavalcaselle - Nella struttura sono esposti affreschi, rimossi dalle pareti di palazzi ed edifici sacri della città tra il XIX e il XX secolo. Sono anche presenti un lapidario, esempi di scultura medievale, ritratti su tavola, ceramiche e maioliche.[14]
- Museo di Castelvecchio - Istituito nel 1924 e restaurato tra il 1958 e il 1974 dall'architetto Carlo Scarpa, il museo è situato nella fortezza scaligera di Castelvecchio. La collezione permanente comprende: sculture realizzate tra il XII e il XIV secolo, tra cui due statue equestri dedicate a esponenti della famiglia Della Scala; dipinti della scuola veronese, come la Madonna della Quaglia di Pisanello; dipinti rinascimentali, quali opere di Jacopo e Giovanni Bellini, Morone, Liberale da Verona, Lippi, Crivelli, Mantegna e Caroto (Fanciullo con disegno); dipinti cinquecenteschi e seicenteschi, tra cui opere del Veronese, di Tintoretto e di Strozzi; dipinti settecenteschi, di tipologia molto varia; dipinti della scuola fiamminga e olandese, da una collezione privata; disegni e stampe, tra cui delle stampe di Albrecht Dürer; monete, medaglie e sigilli, armi bianche e da fuoco di epoca moderna e contemporanea.[15]
- Museo Miniscalchi-Erizzo - Nell'antica dimora nobiliare della famiglia Miniscalchi-Erizzo e allestita la collezione del museo. La struttura ospita diversi dipinti, tra cui alcune raffigurazioni di membri della famiglia, una serie di reperti italici antichi e romani e altri oggetti come armi, arredi e icone russe.
- Palazzo Maffei - Inaugurata il 14 febbraio 2020,[16] questa casa-museo è situata all'interno di uno edificio seicentesco affacciato su Piazza Erbe. Al suo interno è esposta la collezione Carlon, che comprende opere di tipologia molto varia, che oltre a molti dipinti raccoglie manufatti di arte contemporanea, sculture, incisioni, disegni, miniature, libri antichi, mobilio e oggetti di vita quotidiana. Tra i dipinti esposti ci sono esemplari realizzati da artisti veronesi, ma anche una raccolta di artisti più conosciuti in tutto il mondo, come Picasso, Magritte, Canova, Modigliani, de Chirico, Kandinskij, Ernst, Duchamp, Boccioni, Balla, Basaldella, Cattelan, Vedova, Fontana, Manzoni e Indiana.[17] Sulla cima del palazzo c'è una terrazza panoramica a cui si accede tramite una scala a chiocciola.[18]
- Collezione d'arte della Fondazione Cariverona[19]

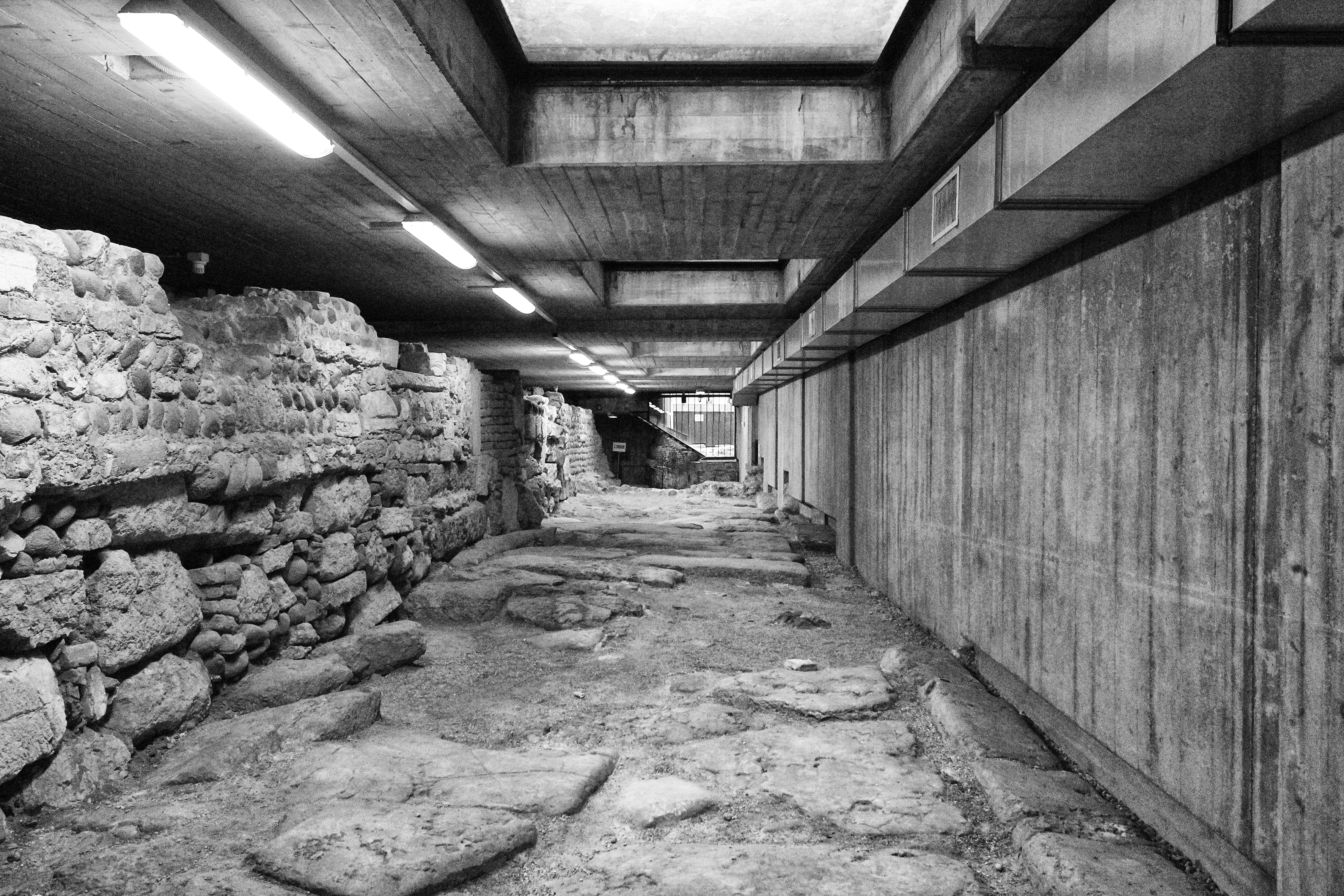
Resti di una strada romana lungo il percorso espositivo del centro di fotografia

#### Fotografia
- Centro internazionale di fotografia Scavi Scaligeri - Verso la fine degli anni '70 sono stati riportati alla luce una serie di resti archeologici di epoca romana e medievale in zona Piazza dei Signori. Dopo la ristrutturazione ad opera dell'architetto Libero Cecchini,[20] nel corso degli anni il Centro ha raccolto circa mille fotografie tra cui immagini realizzate da Douglas Kirkland, Gianni Berengo Gardin e Lewis Hine.[21] Il centro è chiuso al pubblico dal 2015, a causa di lavori di restauro.[22]

#### Scrittura
- Biblioteca capitolare di Verona - Risalente al V secolo, la capitolare è considerata la biblioteca più antica al mondo ancora in funzione.[23] Raccoglie numerosi manoscritti di varie epoche, tra cui l'Indovinello Veronese[24] e il Codice di Ursicino,[25] testimonianze così rilevanti che il paleografo Elias Avery Lowe l'ha definita "la regina delle collezioni ecclesiastiche".[23]

#### Teatro
- AMO (Arena MuseOpera) - A Palazzo Forti ha sede questo museo della Fondazione Arena di Verona, che spiega la messa in scena di un'opera lirica ed espone vari oggetti quali libretti musicali, fotografie, lettere, partiture, bozzetti, figurini e scenografie.[26]

### Scientifici
- Museo civico di storia naturale - Il museo è collocato in due sedi: la sede principale di Palazzo Pompei e la più piccola sede staccata nella Palazzina comando dell'Arsenale Austriaco.[27] Il museo è suddiviso in: biblioteca specialistica; sezione di botanica, che ospita un erbario di circa 230.000 pezzi con piante, licheni, funghi e muschi; sezione di geologia, che comprende rocce, minerali e gemme; sezione di paleontologia, che ospita una collezione di fossili di Bolca; sezione di archeologia preistorica, con reperti provenienti dal sito palafitticolo di Tombola di Cerea; sezione di paleoantropologia, con alcuni dei più antichi fossili umani d’Italia; sezione di zoologia, con due milioni di esemplari, soprattutto invertebrati, tra cui anfipodi, coleotteri, ragni, echinodermi e tardigradi.[28]

### Altro
- Children's Museum Verona (CMV) - Questo museo dei bambini è diviso in diverse zone, ognuna delle quali approfondisce un diverso argomento. Gli spazi, giochi e laboratori interattivi sono adattati a più fasce d'età (0-3, 4-6, 7-9 e 10-12).[29]
- Museo africano - Nato per volere dei missionari comboniani di Verona, ospita una serie di manufatti tradizionali africani inviati in città dai missionari nei primi del '900, che trovarono la loro ubicazione con l'istituzione del museo nel 1938.[30] La collezione permanente è divisa in sette sezioni, di cui una dedicata al lavoro svolto dai missionari e una dedicata alla Fondazione Nigrizia.[31]
- Museo del Carnevale di Verona Luigi D'Agostino "Ginetto" - Museo aperto dal 2023, dedicato al carnevale veronese e alle sue maschere, con approfondimenti testuali, costumi, fotografie e oggetti.[32]
- Museo della dogana - Situato all'interno del Canoa Club alla dogana di Verona, illustra la storia della dogana e dell'Adige attraverso fotografie, oggetti e pannelli interattivi.[33]
- Museo Conte delle Arti Grafiche[34]
- Museo della Lirica[35]
- Museo della Radio "Guglielmo Marconi"[36]
- Museo delle Carrozze dell'Ottocento[37]
- Museo dell'Arte del Ricamo don Mazza[38]
- Museo Diocesano d'Arte[39]
- Museo Ferroviario di Porta Vescovo[40]
- Museo del Vino Montresor[41]
- Museo Storico del Ricamo[42]
- Museo Medaglia d'Oro Carlo Ederle[43]